# Nuclear War Survival Skills
Nuclear War Survival Skills ou NWSS, de Cresson Kearny, é um manual de defesa civil. Ele contém informações coletadas de investigação realizada no Laboratório Nacional de Oak Ridge durante a Guerra Fria, bem como da extensa vida de Kearny na selva e de viagens internacionais.
O livro Nuclear War Survival Skills tem como objetivo fornecer ao público em geral conselhos sobre como sobreviver às condições que provavelmente serão encontradas no caso de uma catástrofe nuclear, além de incentivar o otimismo diante de tal catástrofe, afirmando a capacidade de sobrevivência de uma guerra nuclear.
A edição de 2022 é intitulada "Nuclear War Survival Skills Updated and Expanded 2022 Edition Regarding Ukraine Russia and the World: The Best Book on Any Nuclear Incident Ever ... New Methods and Tools As New Threat Emerge".

## Visão geral
Os capítulos principais são precedidos por prefácios de Edward Teller e Eugene Wigner. A seguir, há uma introdução que explica que mesmo a concretização do programa Iniciativa de Defesa Estratégica não tornaria a "autoajuda na defesa civil" obsoleta. É feita uma comparação entre os preparativos de defesa civil da Suíça, Rússia e Estados Unidos, onde se conclui que: "A Suíça tem o melhor sistema de defesa civil"; "Os governantes da União Soviética... continuam a preparar os russos para lutar, sobreviver e vencer todos os tipos de guerras"; e que "os Estados Unidos têm defendido... uma estratégia que propositalmente deixa os seus cidadãos reféns desprotegidos dos seus inimigos." Assim, "A ênfase neste livro está nos preparativos de sobrevivência que podem ser feitos nos últimos dias de uma crise que se agrava."

### Os Perigos das Armas Nucleares: Mitos e Factos
O primeiro capítulo tem como objetivo fornecer informações básicas para dissipar vários mitos desmoralizantes e reafirmar a potencial sobrevivência e realidade das armas nucleares. "Uma guerra nuclear total entre a Rússia e os Estados Unidos estaria... longe de ser o fim da vida humana na Terra." Os mitos listados incluem: " A radiação radioativa de uma guerra nuclear envenenaria o ar e todas as partes do meio ambiente. Mataria todos."; "A radiação radioativa penetra em tudo; não há como escapar dos seus efeitos mortais."; e "Um "inverno nuclear" insuportável certamente seguirá uma guerra nuclear."

### Preparações Psicológicas
Este capítulo fornece informações sobre os efeitos imediatos das explosões termonucleares e as prováveis reações das pessoas a elas, numa tentativa de diminuir o terror e a confusão que prevaleceriam após um ataque nuclear inesperado. "Algumas pessoas pensariam que o fim do mundo estava próximo se estivessem numa área a favor do vento em relação às explosões de armas nucleares na superfície que sugassem milhões de toneladas de terra pulverizada para o ar."

### Avisos e Comunicações
Ilustra as limitações do Sistema Nacional de Alerta (NAWAS) e das sirenes de alerta de ataque, concluindo que "num ataque total, as primeiras explosões dariam aviso suficiente para que a maioria das pessoas chegasse a tempo a um abrigo próximo".

### Evacuação
Devido à substituição de grandes ogivas em mísseis imprecisos por ogivas menores em mísseis mais precisos, "você pode logicamente concluir que, a menos que a sua casa esteja a menos de 10 milhas do alvo provável mais próximo, você não precisa de evacuar para evitar perigos de explosão e incêndio". A evacuação relevante para o risco de radiação radioativa é amplamente discutida, onde é observado que a maioria dos mapas de áreas de risco radioativo disponíveis são imprecisos, desatualizados e enganosos.

### Abrigo, a Maior Necessidade
Fornece informações sobre proteção contra precipitação radioativa e estruturas básicas; projetos completos para "6 tipos de abrigos de emergência cobertos de terra" são fornecidos no Apêndice A.

### Tipos de blindagem contra radiação
Blindagem de barreira: 91 centímetros de terra absorvem cerca de 99,99% de todos os raios gama. Se o abrigo não for totalmente fechado, a pessoa corre o risco de espalhar raios gama. Estes raios gama dispersos são conhecidos como “brilho do céu”.
A blindagem geométrica reduz a exposição à radiação aumentando a distância entre uma pessoa e as partículas gama. Uma maneira eficaz de criar isso é implementar curvas  num abrigo, pois isto torna mais difícil que partículas gama se espalhem e atinjam uma pessoa na esquina.

### Ventilação e Arrefecimento de Abrigos

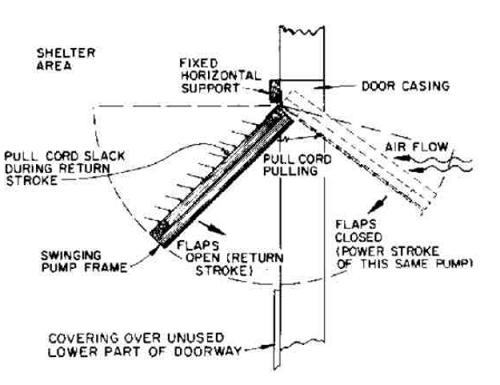
Bomba de ar Kearny.

"Alguns abrigos ficarão perigosamente quentes em poucas horas." A bomba de ar Kearny (cujo projeto está incluído no apêndice) é recomendada, com ventilação natural considerada tipicamente inadequada, e bombas elétricas consideradas não confiáveis e propensas a aquecer o ar. Os filtros são considerados desnecessários, “os perigos das partículas radioativas transportadas para os abrigos pelo ar ventilado não filtrado são menores em comparação com os perigos da ventilação inadequada”.

### Proteção Contra Incêndios e Monóxido de Carbono
O fogo é considerado o terceiro perigo mais perigoso, depois dos efeitos de explosões diretas e da radiação radioativa. Note-se que durante o bombardeio de Dresden, "a maioria das vítimas foi causada pela inalação de gases quentes e monóxido de carbono"
O fogo é a terceira maior preocupação num ataque nuclear, atrás da explosão inicial e da radiação radioativa. O maior causador de incêndios é o aumento de monóxido de carbono. Isto representa uma ameaça ainda maior em abrigos que dependem de ventilação. Se ocorrer um incêndio num abrigo, os ocupantes devem ir para uma sala onde a ventilação de outras salas possa ser cortada. Ao construir um abrigo, o Dr. A. Broido sugere colocar a abertura de entrada de ar o mais longe possível de materiais combustíveis.

### Água
A importância da água para a sobrevivência básica é discutida, com a recomendação de que quatro a cinco quartos (3,78 a 4,73 litros) de água potável por dia por pessoa são essenciais, no mínimo. Também são explicados métodos de armazenamento, transporte e purificação de água, sendo recomendados poços de armazenamento de terra revestidos de plástico para armazenar grandes quantidades.

### Comida
É apresentada uma dieta básica, vegetariana e composta apenas de alimentos básicos, juntamente com informações nutricionais básicas e conselhos especiais para os muito jovens, muito idosos e doentes. "E devido à notável produtividade da agricultura americana, normalmente haveria grãos e feijões suficientes armazenados para abastecer os americanos sobreviventes com alimentos suficientes para pelo menos um ano após um forte ataque nuclear. Tome cuidado ao comer carne. Áreas com precipitação radioativa suficiente para deixar os animais doentes tornam-se áreas de alto risco de carne contaminada. Numa situação de crise, a carne deve ser cozida até ficar muito bem passada.

### Medidores de Precipitação Radioativa

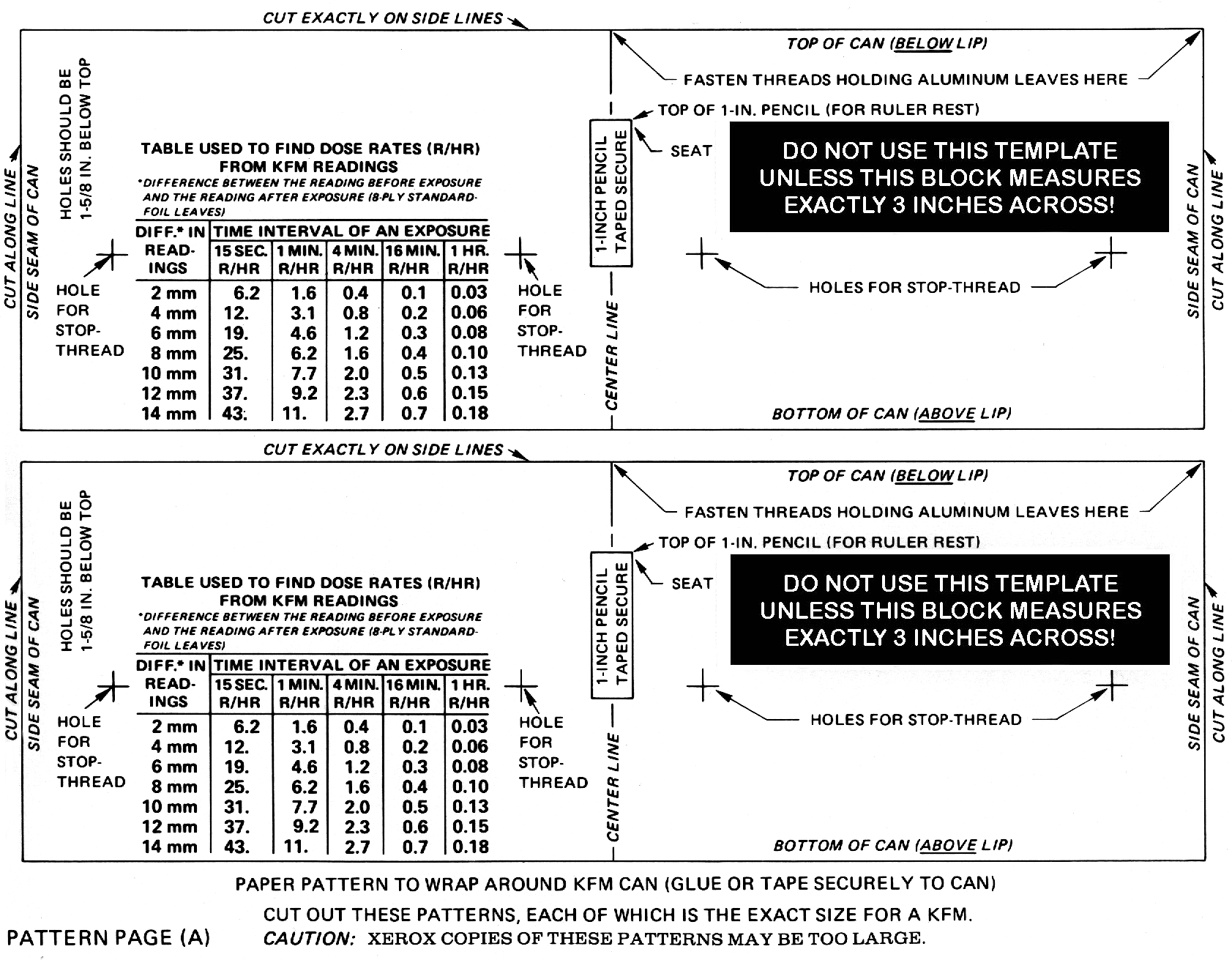
Medidor de precipitação radiativa de Kearny.

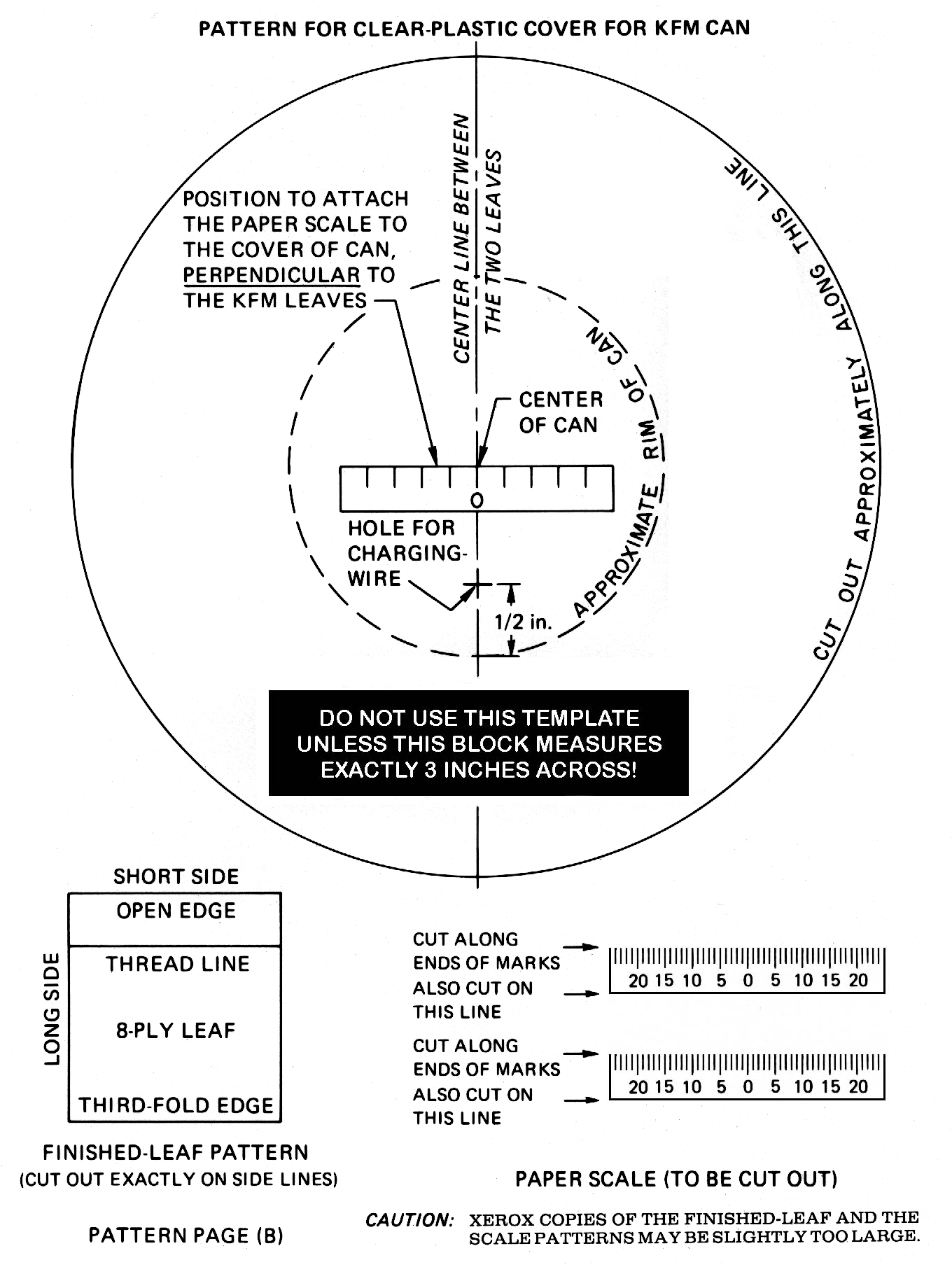
Medidor de precipitação radioativa Kearny.

Analisa os melhores medidores de taxa de dose e dosímetros disponíveis em 1987 e detalha o medidor de precipitação radioativa Kearny, um "medidor de taxa de dose caseiro", que pode ser construído a partir de uma cópia em escala correta dos planos, como aqueles fornecidos em cópias impressas do livro; fotocópias e impressões de cópias digitais podem não estar em escala.

### Iluminação
"Em condições de guerra, mesmo uma luz fraca que mostre apenas as formas de pessoas e coisas próximas pode fazer a diferença entre uma situação suportável e uma provação negra." Estão incluídos planos para uma lâmpada prática alimentada por óleo de cozinha.

### Saneamento de Abrigos e Medicina Preventiva
Os tópicos abordados incluem: Água limpa e alimentos; Controle de insetos; Prevenção de doenças de pele; Descarte de resíduos humanos; Descarte de cadáveres; e Prevenção de doenças respiratórias.

### Sobrevivendo Sem Médicos
Where There Is No Doctor é recomendado como complemento a este capítulo. São fornecidos excertos, juntamente com informações adicionais específicas sobre os efeitos da radiação na saúde e o uso de iodeto de potássio.

### Móveis Práticos de Abrigo
Móveis improvisados são discutidos, incluindo uma rede feita de lençóis e uma cadeira suspensa feita de rede.

### Roupas Improvisadas e Itens de Proteção
Os princípios básicos do isolamento térmico são explicados; são fornecidas ideias para roupas adequadas para clima frio e húmido.

### Preparações Mínimas Pré-Crise
É fornecida uma lista de preparações recomendadas para: abrigo, ventilação do abrigo, água, alimentos, medidores de precipitação radioativa, saneamento, medicamentos, iluminação, comunicações, etc.

### Abrigos Permanentes para Famílias com Dupla Utilização
São dadas considerações sobre abrigos permanentes contra precipitação radioativa, com ênfase na maximização da habitabilidade e na minimização de custos.

### Cinza Nuclear Transpacífica
Detalha os potenciais perigos de precipitação radioativa para os Estados Unidos de uma troca nuclear limitada entre outros países.

### Apêndices
- Apêndice A: Instruções para Seis Abrigos Nucleares Práticos
- Apêndice B: Como Fazer e Usar uma Bomba de Ventilação de Abrigo Caseira, a KAP.
- Apêndice C: Instruções para um Medidor de Precipitação Radioativa Caseiro

Conjunto completo para construção de um Medidor de precipitação radioativa Kearny, com um conjunto extra de padrões críticos e instruções detalhadas para reprodução em massa rápida e correta.
- Apêndice D: Abrigos Anti-Explosão Práticos
- Apêndice E: Como Fazer uma Bomba de Ar de Pistão Caseira
- Apêndice F: Fornecimento de Ventilação e Iluminação Melhoradas

## Recepção
Num artigo duramente crítico de todo o género, o Bulletin of the Atomic Scientists (Vol. 39, 1983) caracteriza o volume como um dos dois livros mais "substanciais" sobre sobrevivência à guerra nuclear dos quatro analisados. O outro livro "substancial", Life After Doomsday: A Survivalist Guide to Nuclear War and Other Major Disasters, de Bruce D. Clayton, é declaradamente elogiado e toma emprestado Nuclear War Survival Skills. O artigo do BAS elogia o NWSS de forma indireta pela inclusão de recursos como "diagramas elaborados para construção de abrigos; testes de radiação com medidores caseiros; fornecimento de ventilação; filtragem de água e saneamento", mas continua dizendo que a falha básica do NWSS e dos outros livros analisados é que eles lidam apenas com a sobrevivência a curto prazo e evitam pensar profundamente nas ramificações a longo prazo do conflito nuclear para a sobrevivência contínua dos seus leitores assíduos e do equilíbrio da raça humana.

### Histórico da publicação
Nuclear War Survival Skills foi lançado em domínio público pelo autor e está disponível em formato digital gratuitamente em diversas fontes online. No formato impresso, geralmente será cobrada uma taxa modesta.
Originalmente lançado em setembro de 1979, foi atualizado e publicado em maio de 1987 com uma adição significativa sobre o inverno nuclear, consistindo principalmente em detalhar as suposições instáveis usadas pelos modelos de inverno nuclear. Em 1999, foi adicionada uma adenda de uma página sobre hormese por radiação. Em 2022, o livro foi atualizado por Steven Harris, que teve como mentor Cresson Kearny. Ele não alterou o texto original, mas colocou páginas de atualização ao lado das páginas relevantes com ferramentas e métodos mais recentes de 2022 que não existiam em 1987 para dar ao leitor mais opções, especialmente na preparação pré-crise.

### Texto completo
- Google Books (publicação original ORNL de 1979)
- Instituto de Ciência e Medicina do Oregon Edição Online (Atualização de 1999 Publicação de 2001)
- Versão gratuita em PDF para download do editor (atualização de 1999, publicação de 2001)
- PDF gratuito para download em alta velocidade (publicação de atualização de 1999, 2022)
- Outra versão online da publicação NWSS 1999 Update 2001

### Publicações semelhantes
- Planning Guidance for Response to a Nuclear Detonation
- FEMA Nuclear War Survival
- Nuclear Detonation Preparedness from REMM.gov